# Długa podróż do domu
Długa podróż do domu (ang. The Long Voyage Home) – amerykański film z 1940 roku w reżyserii Johna Forda.

## Obsada
- John Wayne - Olsen
- Thomas Mitchell - Driscoll
- Ian Hunter - Smitty
- Barry Fitzgerald - Cocky
- Wilfrid Lawson - Captain
- John Qualen - Axel
- Mildred Natwick - Freda
- Ward Bond - Yank
- Arthur Shields - palacz pieca pomocniczego
- Joseph Sawyer - Davis
- J.M. Kerrigan - Crimp
- Rafaela Ottiano - Bella
- Carmen Morales - Hiszpanka
- Jack Pennick - Johnny
- Bob E. Perry - Paddy
- Constant Frenke - Norway
- David Hughes - Scotty
- Constantine Romanoff - wielki Frank
- Dan Borzage - Tim
- Harry Tenbrook - Max
- Cyril McLaglen - pierwszy oficer
- Douglas Walton - drugi oficer
- Billy Bevan - Joe, barman w Limehouse  (niewymieniony w czołówce)

## Nagrody i nominacje
| Nazwa nagrody | Wygrane            | Nominacje |
| ------------- | ------------------ | --- |
| Oscar         | 1941 bez rezultatu | 1941 Najlepszy film: wytwórnia Argosy i Walter Wanger Najlepsza muzyka oryginalna: Richard Hageman Najlepsze efekty specjalne: R.T. Layton, Ray Binger, Thomas T. Moulton Najlepsze zdjęcia w filmie czarno-białym: Gregg Toland Najlepszy montaż: Sherman Todd Najlepszy scenariusz: Dudley Nichols |